# جوزپه دی گرانده
جوزپه دی گرانده (ایتالیایی: Giuseppe Di Grande؛ زادهٔ ۷ سپتامبر ۱۹۷۳) دوچرخه‌سوار اهل ایتالیا است. وی در مسابقات تور دو فرانس شرکت کرده است.